# Holmsjön (Nordmalings socken, Ångermanland)
Holmsjön är en sjö i Nordmalings kommun i Ångermanland och ingår i Lögdeälvens huvudavrinningsområde. Sjön är 13,3 meter djup, har en yta på 0,277 kvadratkilometer och är belägen 190,1 meter över havet. Sjön avvattnas av vattendraget Sågbäcken. Vid provfiske har abborre, gers och gädda fångats i sjön.

## Delavrinningsområde
Holmsjön ingår i det delavrinningsområde (706307-166466) som SMHI kallar för Utloppet av Holmsjön. Medelhöjden är 212 meter över havet och ytan är 3,91 kvadratkilometer. Det finns inga avrinningsområden uppströms utan avrinningsområdet är högsta punkten. Sågbäcken som avvattnar avrinningsområdet har biflödesordning 2, vilket innebär att vattnet flödar genom totalt 2 vattendrag innan det når havet efter 30 kilometer. Avrinningsområdet består mestadels av skog (73 procent) och sankmarker (10 procent). Avrinningsområdet har 0,27 kvadratkilometer vattenytor vilket ger det en sjöprocent på 6,9 procent.